# Абергейвенні
Абергаве́нні (англ. Abergavenny, валл. Y Fenni) — місто на південному сході Уельсу, в області Монмутшир.
Населення міста становить 14 055 осіб (2001).

## Персоналії
- Вайт Етель Ліна (1876—1944) — британська письменниця, поетеса, автор психологічних детективів.